# Cubana de Aviación
Cubana de Aviación és l'aerolínia oficial de la República de Cuba. La seva base d'operacions es troba a l'Aeroport Internacional José Martí de l'Havana. Opera a diferents destinacions d'Amèrica i Europa, i va ser la primera línia aèria de Llatinoamèrica en establir vols regulars a Miami (1945) i a Europa (1948). També va ser la primera línia llatinoamericana a utilitzar avions amb motor turbohèlix sobre l'oceà Atlàntic a finals de la dècada del 1950 amb els seus Bristol Britannia en les seves rutes a Madrid. Des de la Revolució Cubana de 1959 és de titularitat pública.

## Història
El 12 de maig de 1919 va ser batejat el primer avió propietat del govern cubà amb el nom de Sunshine. En aquest avió, el 29 de maig de 1919, Agustín Parlá va fer el primer vol comercial als Estats Units d'Amèrica. Poc després, el 29 de juny, es van prendre les primeres fotos aèries de l'Havana, des del mateix avió Sunshine.
El 8 d'octubre de 1929 va ser creada la Compañia Nacional Cubana de Aviación Curtiss (CNCAC), com una subsidiària de la North American Aviation Inc., i part de Curtiss Aviation Group. Va figurar entre les primeres aerolínies que van encetar l'era dels vols comercials i es va caracteritzar, des de inici, pel continu perfeccionament dels seus serveis. Els seus primers avions van ser aparells Curtiss Robin.
En aquella data eren quatre les aerolínies cubanes existents: Servicio Cubano de Aviación, Compañía Nacional Cubana de Aviación Curtiss, Líneas Aéreas de Cuba i Compañía Nacional Cubana de Transporte Aéreo.
El 30 d'octubre de 1930, es va efectuar el vol inaugural de la ruta l'Havana-Santiago de Cuba per la CNCAC que va transportar correu aeri amb un avió trimotor Ford que feia escala a Santa Clara, Morón i Camagüey. Aquell mateix any, el govern cubà va concedir a la companyia el contracte per al servei postal aeri.